# Örgryte IS
La Sociedad Deportiva Örgryte (en sueco: Örgryte Idrottsällskap), es un club de fútbol sueco de la ciudad de Gotemburgo. Fue fundado en 1887 y juega en la Superettan.

## Historia
El club fue fundado el 4 de diciembre de 1887 por Willhem Friberg y participó en el primer partido de fútbol en Suecia el 22 de mayo de 1892; el fútbol había sido traído al club por los encajeros del club Newmilns en Ayrshire en 1891. Hoy día un monumento en Heden en el centro de Gotemburgo recuerda este partido. Otro monumento se ha erigido dentro del parque de atracciones Liseberg. El club llegó a dominar los orígenes del fútbol sueco. En 1904 Örgyte IS se enfrentó a un partido amistoso contra el Corinthian FC inglés, gracias por la hospitalidad donó una copa de plata (la Corinthian Bowl) que el año siguiente se convirtió en el trofeo de un torneo entre los mejores equipos de Suecia.
En 1908, el Örgyte IS inauguró oficialmente su estadio Walhalla. Hugo Levin, futbolista y secretario del Örgyte IS, fue uno de los muchos implicados en la construcción del Walhalla y ocupó varios puestos en el fútbol de Gotemburgo. El Walhalla se inauguró con un partido entre el Örgryte y el campeón alemán Viktoria Berlin. Entre 1910 y 1924, el Örgryte IS jugó en la serie sueca, una división que carecía de estatus nacional a pesar de la participación de los equipos líderes. El Örgyte IS ganó la serie en 1910, 1912 y 1924, el equipo ganó la serie occidental de 1924 y luego la final contra el AIK. El jugador Sven Rydell, que se convirtió en la primera gran estrella del fútbol sueco y se hizo conocido por su juego rápido y su regate creativo, pero sobre todo por su capacidad para marcar. Carl-Erik Holmberg contribuyó a su éxito, con un total de 193 goles en la Liga sueca para el Örgryte IS. En 1926, el equipo celebró un gran éxito al vencer al Aston Villa por 5-2, lo cual fue inusual.
En las primeras décadas del siglo XX, el Örgryte IS también jugaba al bandy. El club se proclamó campeón del distrito de Gotemburgo en este deporte en 1917. 
A finales de los años 30, la suerte del equipo empezó a decaer. En 1938 y 1939 terminaron décimos entre 12 equipos y evitaron el descenso. En 1940, el Örgyte IS descendió de la Allsvenskan a la División II Västra. Durante los años 40 y 50, el equipo jugó en la División 2, pero disfrutaría de un mayor éxito en los años 50. El Örgryte atrajo multitudes récord a pesar del bajo estatus en la segunda división. El equipo reclutó a Gunnar Gren y en 1956 se convirtió en el jugador-entrenador de los equipos ofensivos que atrajeron grandes multitudes a los partidos del club. En 1958, el equipo se estaba volviendo más competitivo. [ cita requerida ] Una jugadora joven en ese momento era Agne Simonsson, que más tarde jugaría en la selección nacional de Suecia.
El Örgryte IS ha ganado 12 campeonatos nacionales y un título de copa nacional. Tras sufrir problemas económicos, el Örgryte Fotboll AB se declaró en quiebra en febrero de 2011. El resultado de la quiebra fue que el Örgryte descendió a la tercera división sueca, Division 1 Södra. Su estadio local es el Gamla Ullevi. El club está afiliado a la Göteborgs Fotbollförbund. 
En 2007, después de 120 años de membresía exclusivamente masculina, la facción juvenil de la sección de fútbol aceptaría mujeres. 
El Örgryte IS jugó durante mucho tiempo con camisetas rojas y pantalones cortos azules, pero en 2018 volvió a utilizar sus antiguas camisetas burdeos. 

## Palmarés

### Torneos nacionales

#### Etapa Amateur
- Svenska Serien (11): 1896, 1897, 1898, 1899, 1902, 1904, 1905, 1906, 1907, 1909, 1913

#### Etapa Profesional
- Allsvenskan (3): 1926, 1928, 1985
- Copa de Suecia (1):2000
- Superettan (1):2009

## Participación en competiciones europeas
| Temporada | Competición    | Ronda          | Club                 | Cómputo global | Ida     | Vuelta  |
| --------- | -------------- | -------------- | -------------------- | -------------- | ------- | ------- |
| 1964/65   | Copa de Ferias | 1R             | Dunfermline Athletic | 2-4            | 2-4 (F) | 0-0 (C) |
| 1966/67   | Copa de Ferias | 1R             | OGC Nice             | 4-3            | 2-2 (F) | 2-1 (C) |
| 1966/67   | Copa de Ferias | 2R             | Ferencvaros          | 1-7            | 0-0 (C) | 1-7 (F) |
| 1986/87   | Copa de Europa | 1R             | BFC Dynamo Berlin    | 3-7            | 2-3 (C) | 1-4 (F) |
| 1989/90   | UEFA Cup       | 1R             | Hamburger SV         | 2-7            | 1-2 (C) | 1-5 (F) |
| 1996      | Intertoto Cup  | Grupo 6        | FC Luzern            | 3-0            | 3-0 (C) |         |
| 1996      | Intertoto Cup  | Grupo 6        | Segesta Sisak        | 1-1            | 1-1 (F) |         |
| 1996      | Intertoto Cup  | Grupo 6        | Hapoel Tel Aviv FC   | 3-0            | 3-0 (C) |         |
| 1996      | Intertoto Cup  | Grupo 6        | Stade Rennais        | 1-1            | 1-1 (F) |         |
| 1998      | Intertoto Cup  | 1R             | Ethnikos Achnas      | 5-2            | 1-2 (F) | 4-0 (C) |
| 1998      | Intertoto Cup  | 2R             | Ruch Chorzów         | 2-2 u          | 2-1 (C) | 0-1 (F) |
| 2000/01   | UEFA Cup       | Clasificatoria | Coleraine FC         | 3-1            | 2-1 (F) | 1-0 (C) |
| 2000/01   | UEFA Cup       | 1R             | Rapid Wien           | 1-4            | 0-3 (F) | 1-1 (C) |
| 2003      | Intertoto Cup  | 1R             | FK Žalgiris          | 4-1            | 1-1 (F) | 3-0 (C) |
| 2003      | Intertoto Cup  | 2R             | OGC Nice             | 4-4 u          | 3-2 (C) | 1-2 (F) |